# پاپووو بیسکوپیه
پاپووو بیسکوپیه (به لهستانی:  Papowo Biskupie) یک روستا در لهستان است که در گمینا پاپووو بیسکوپیه واقع شده‌است. پاپووو بیسکوپیه ۷۲۰ نفر جمعیت دارد.

## نگارخانه

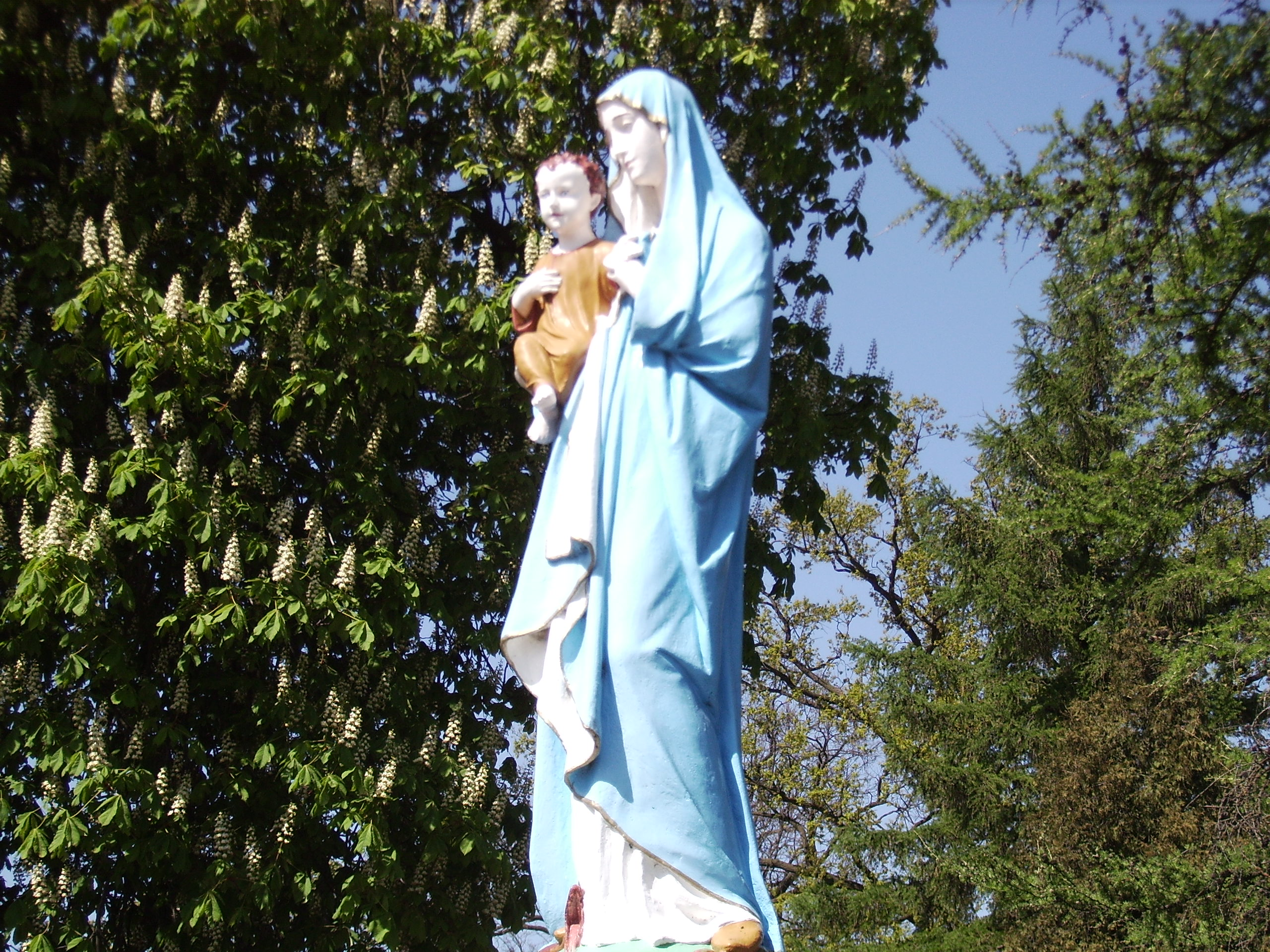
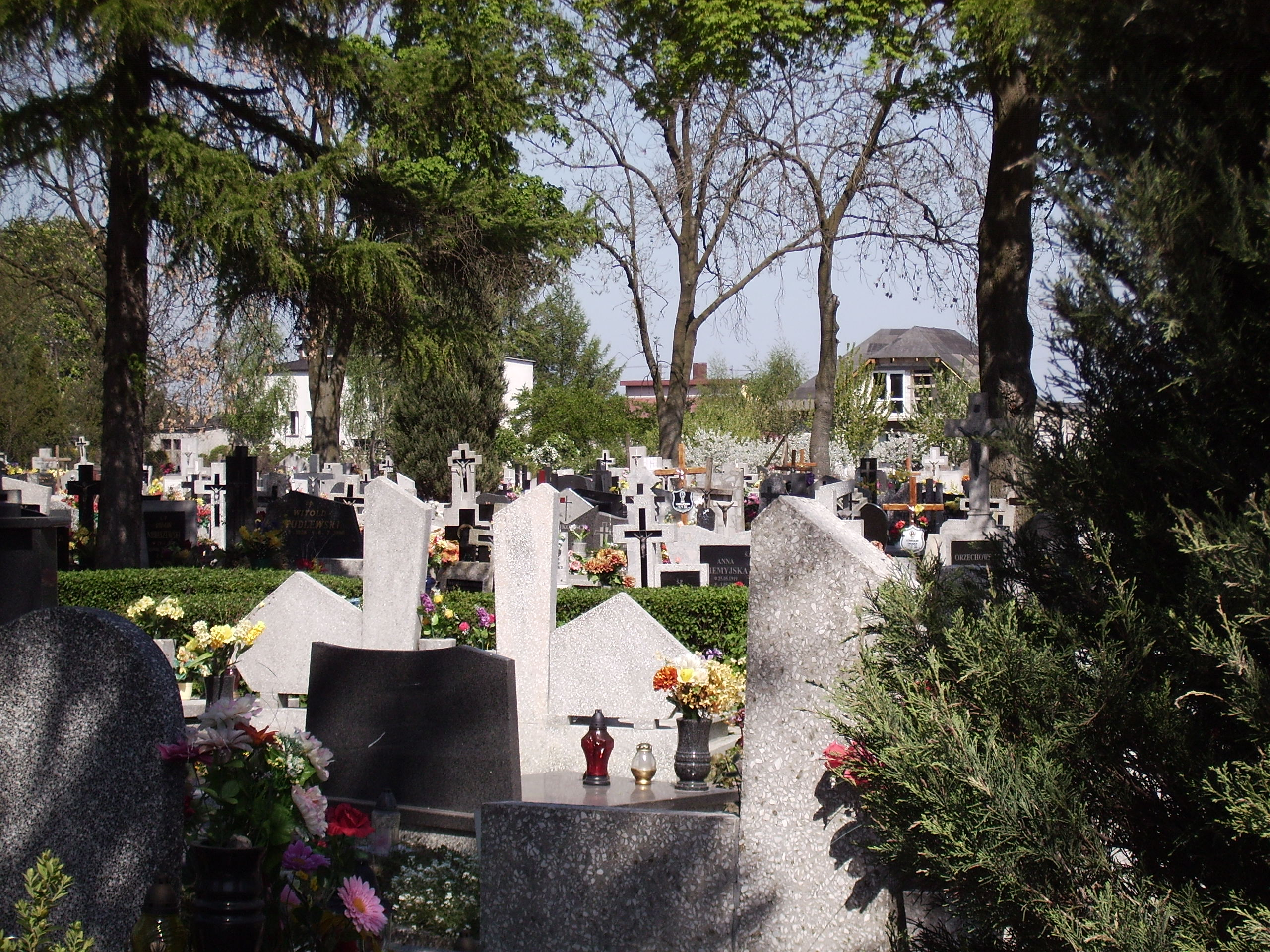
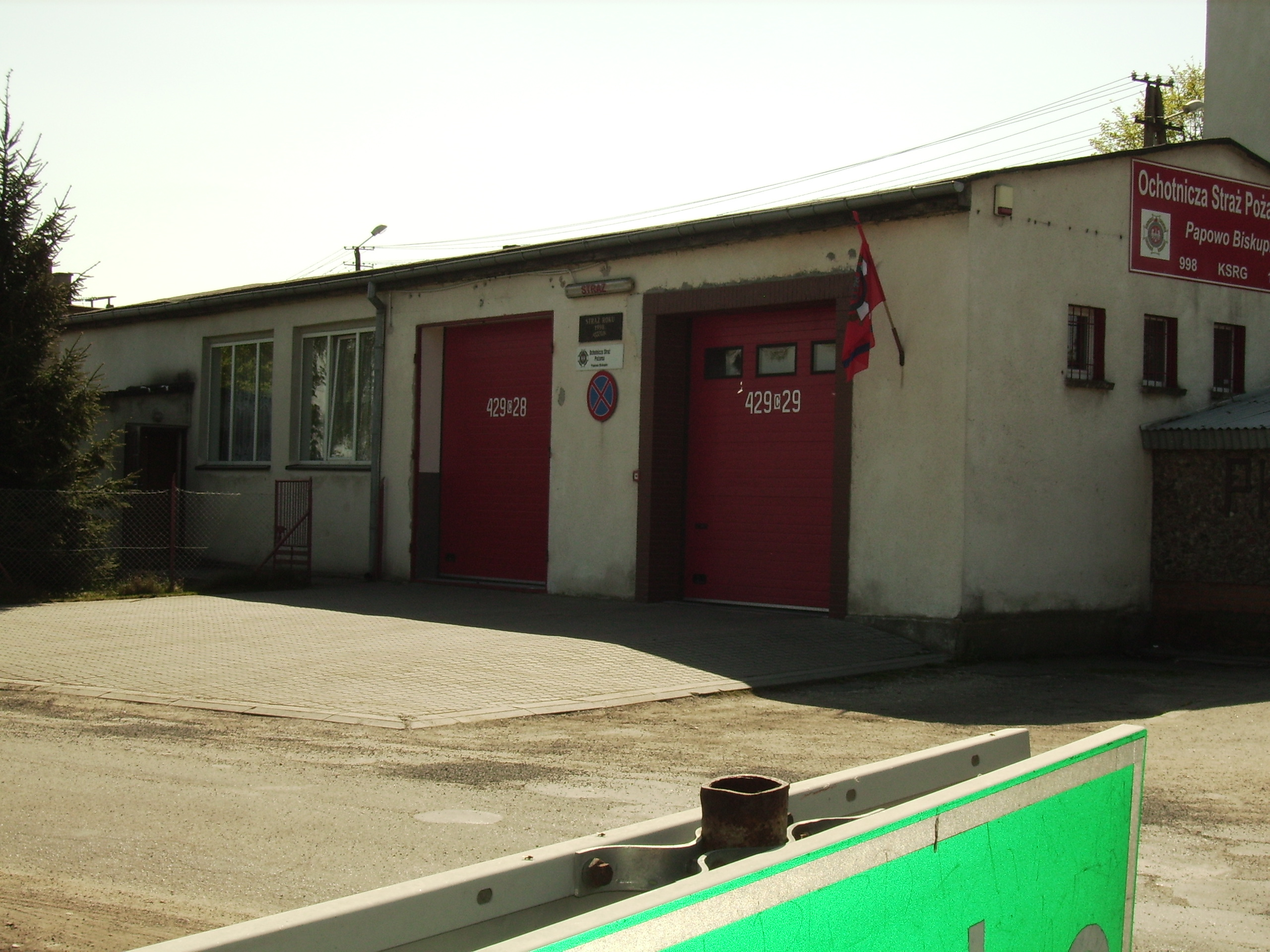
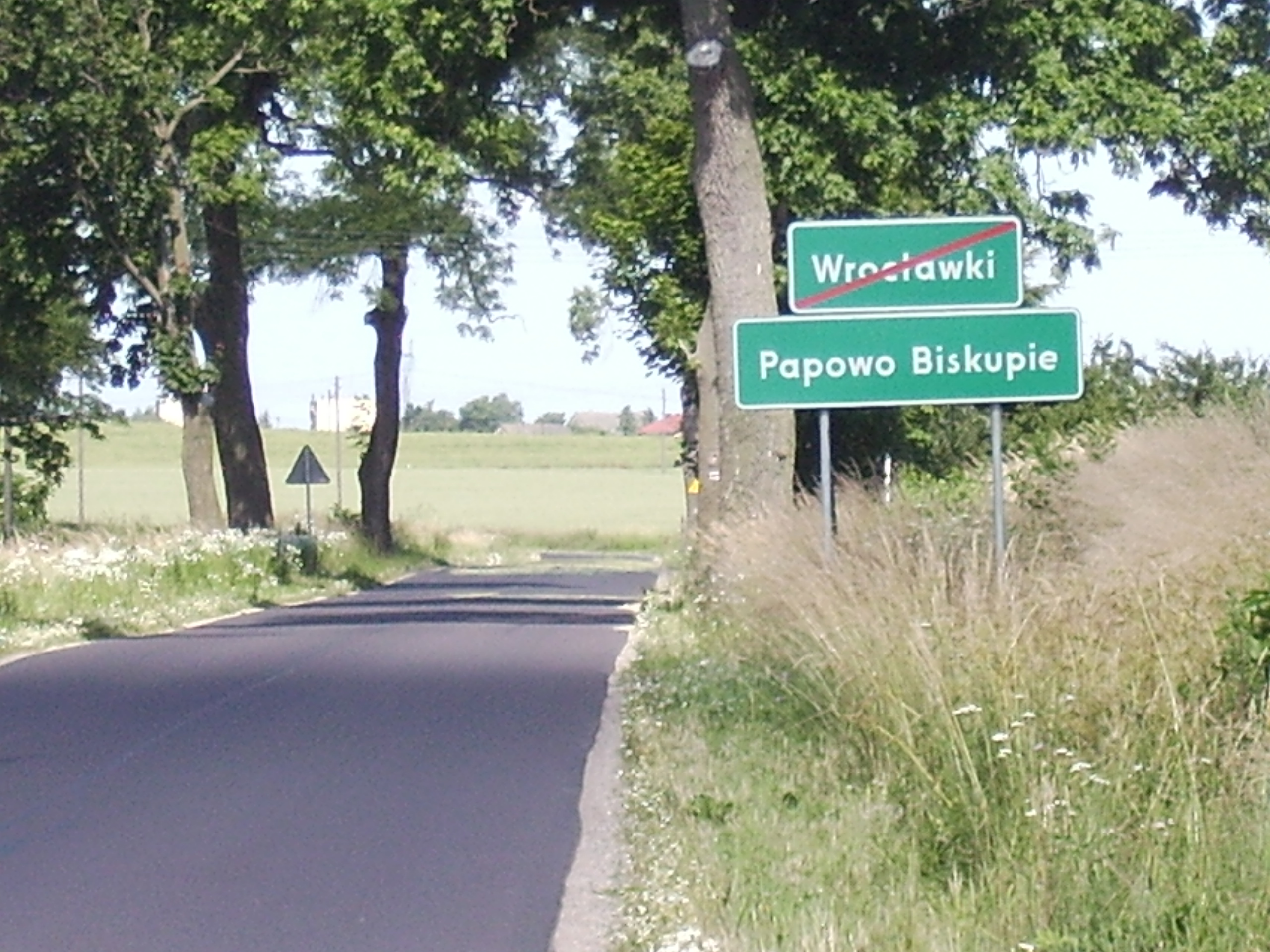
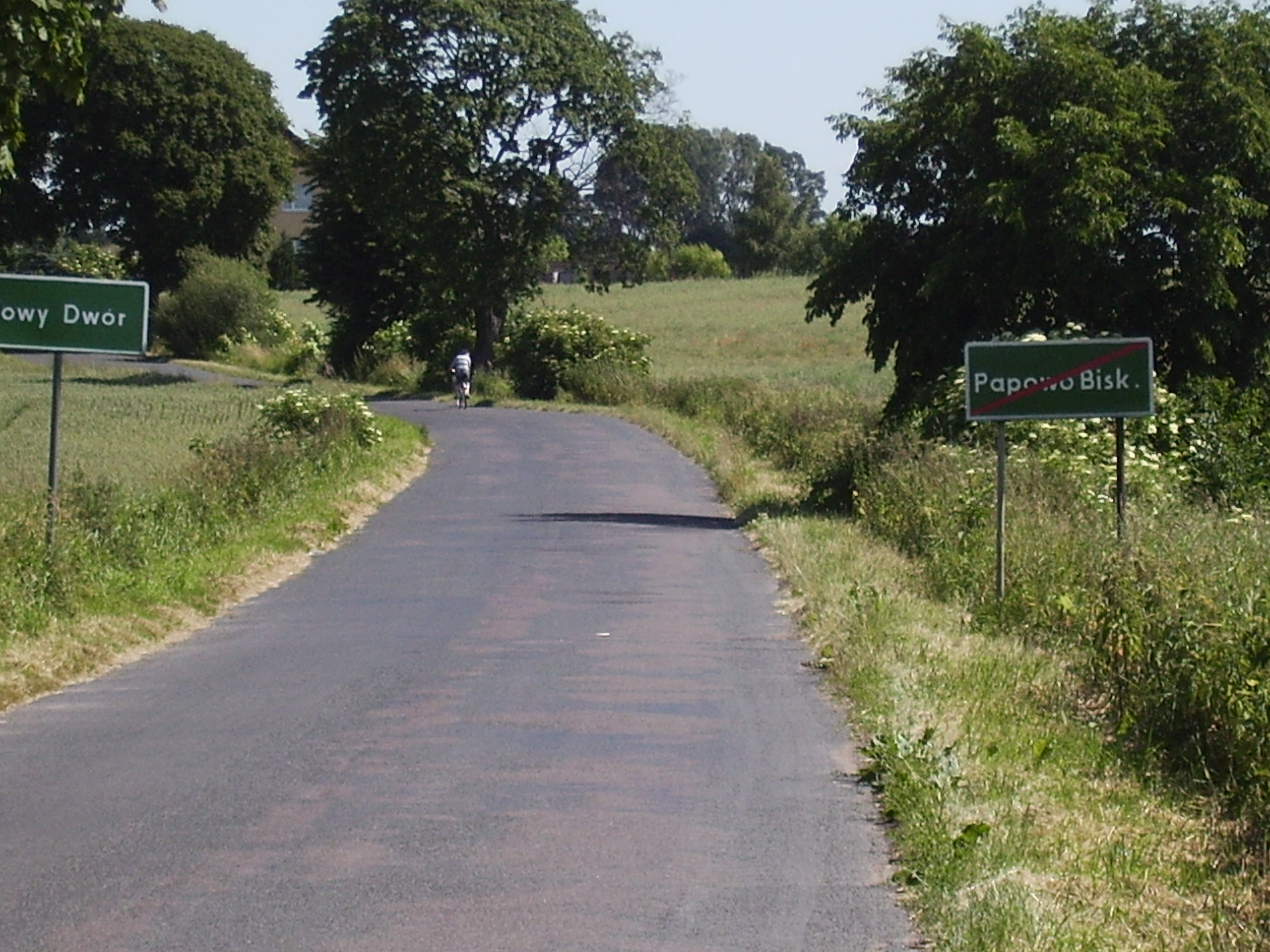
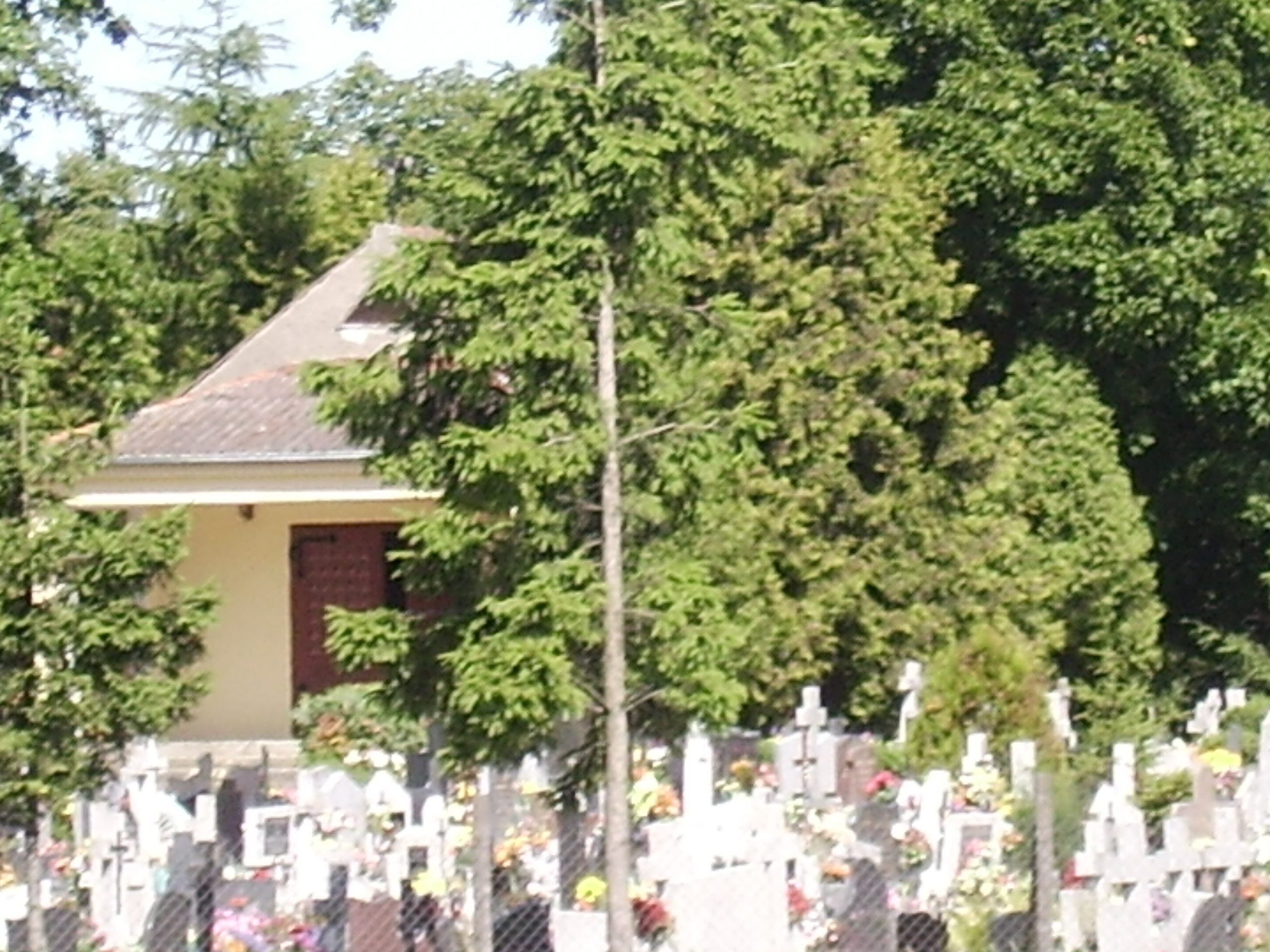
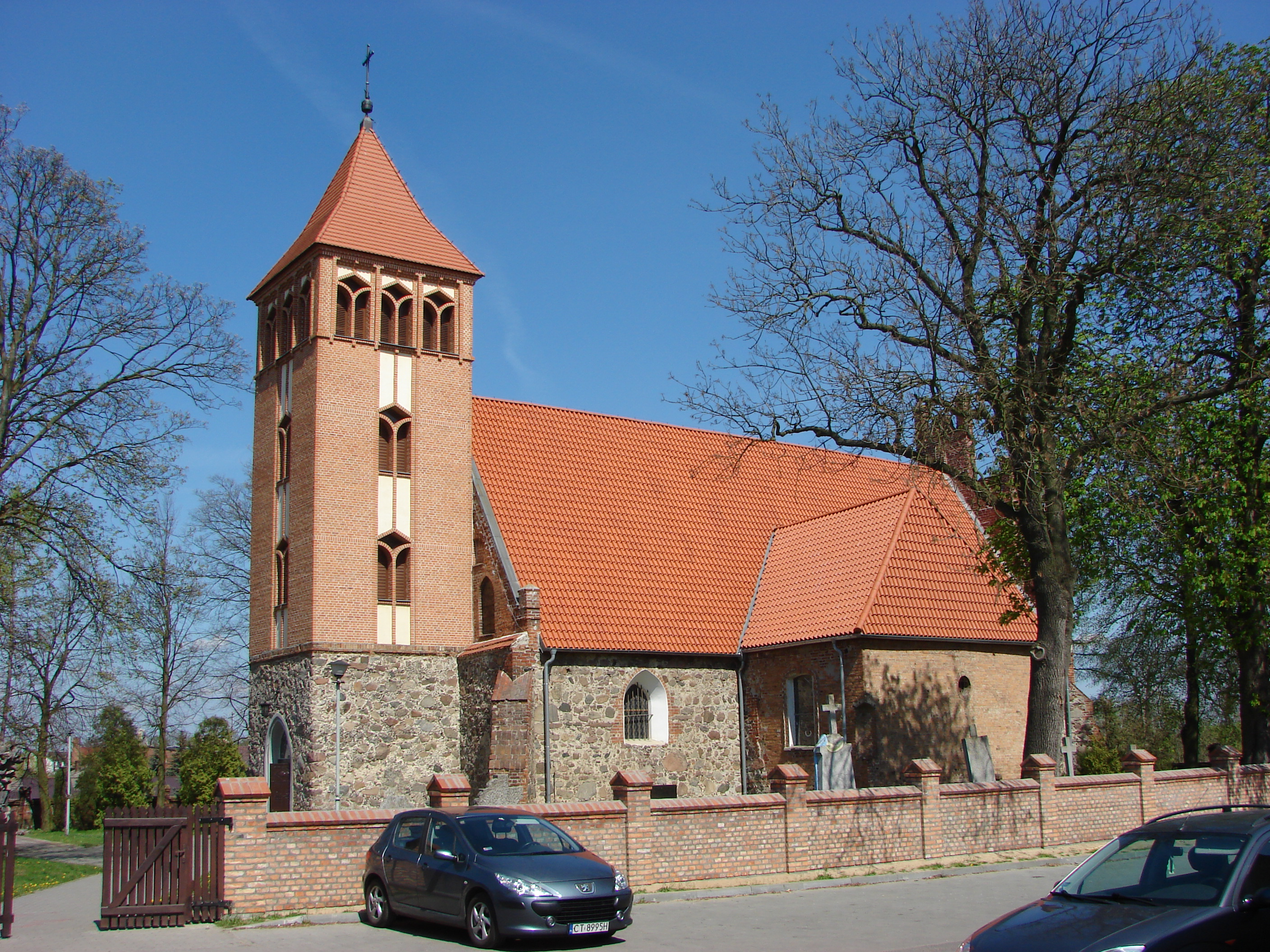
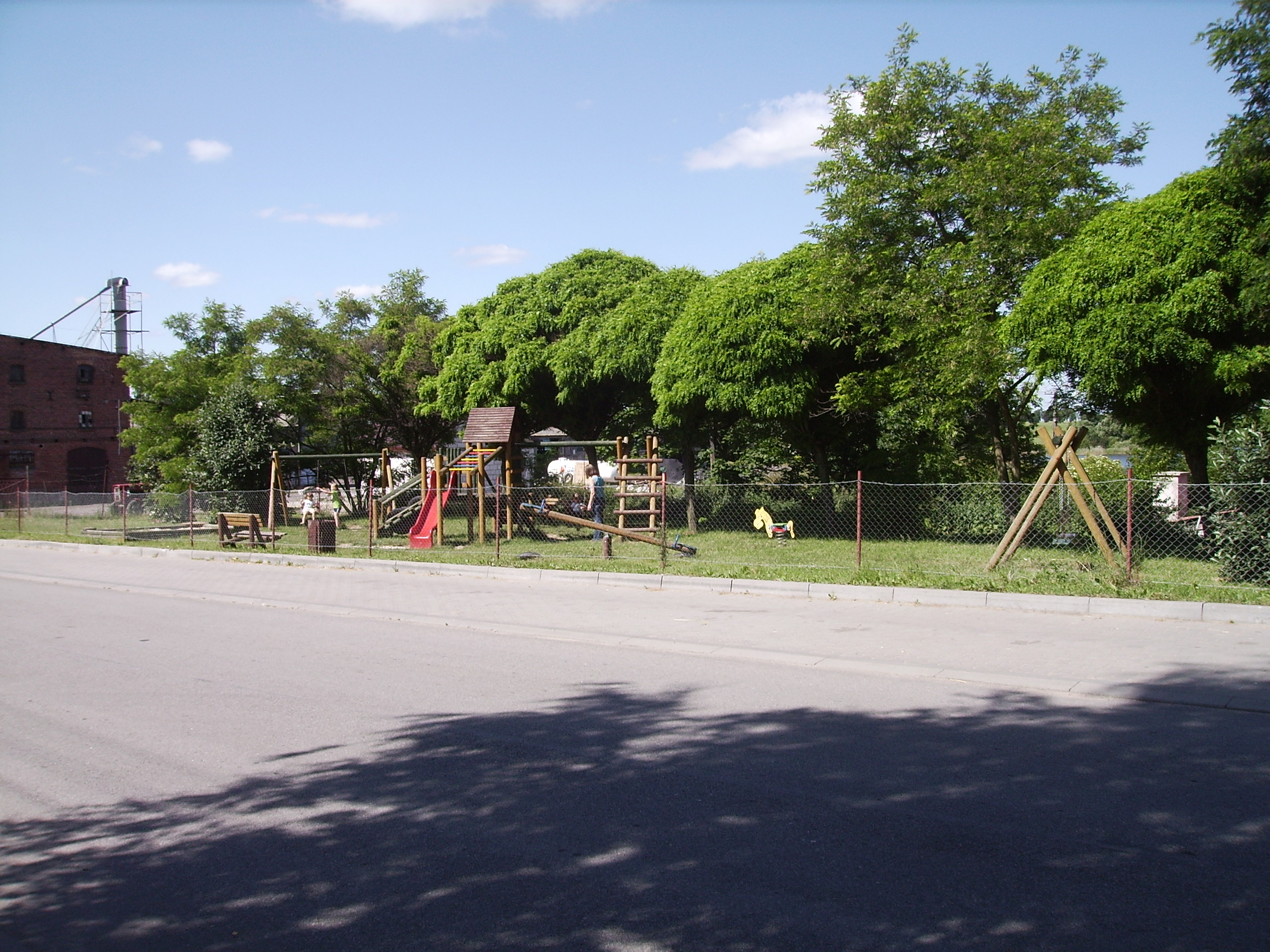
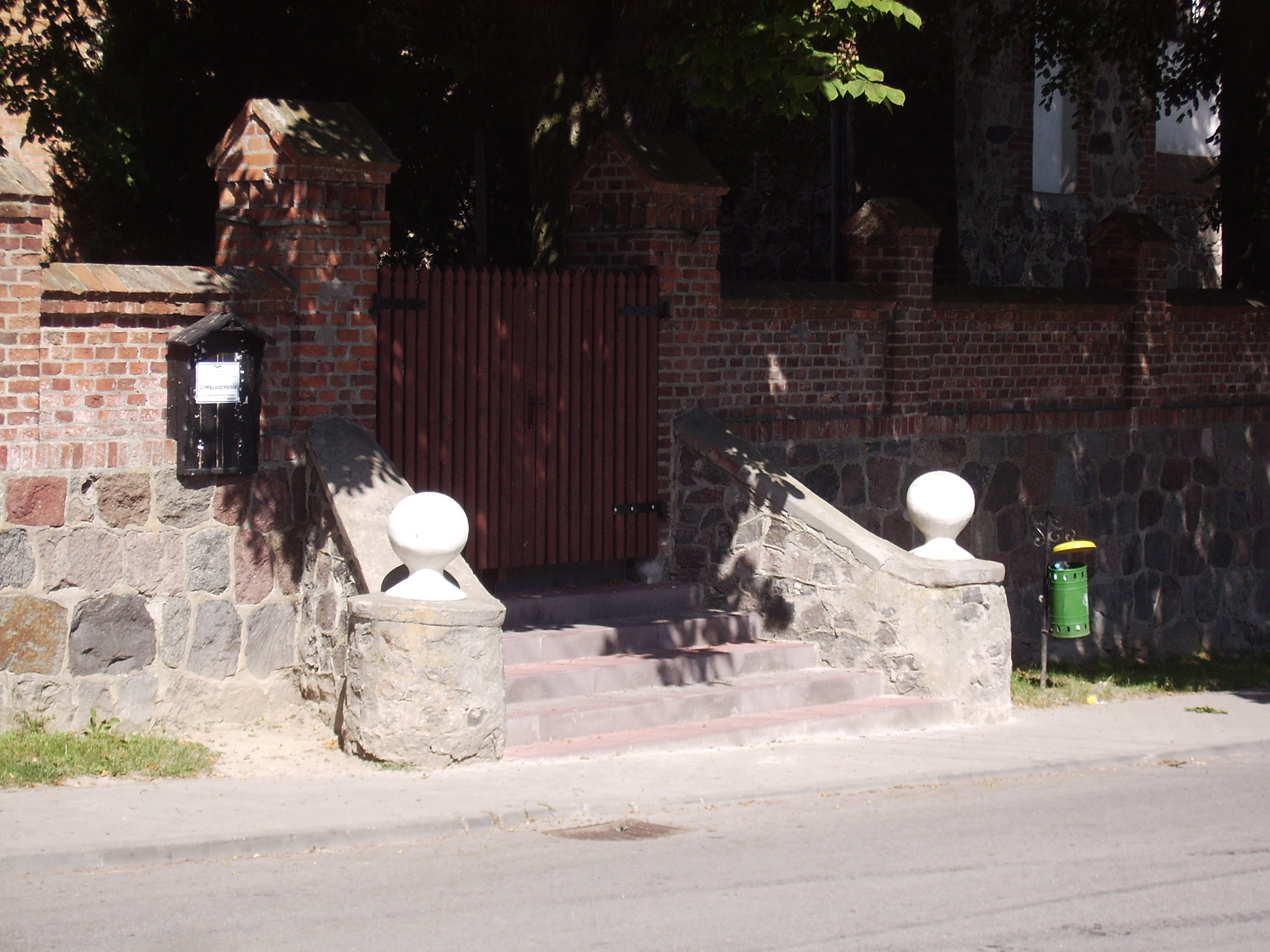